# Свуп (парашутизм)

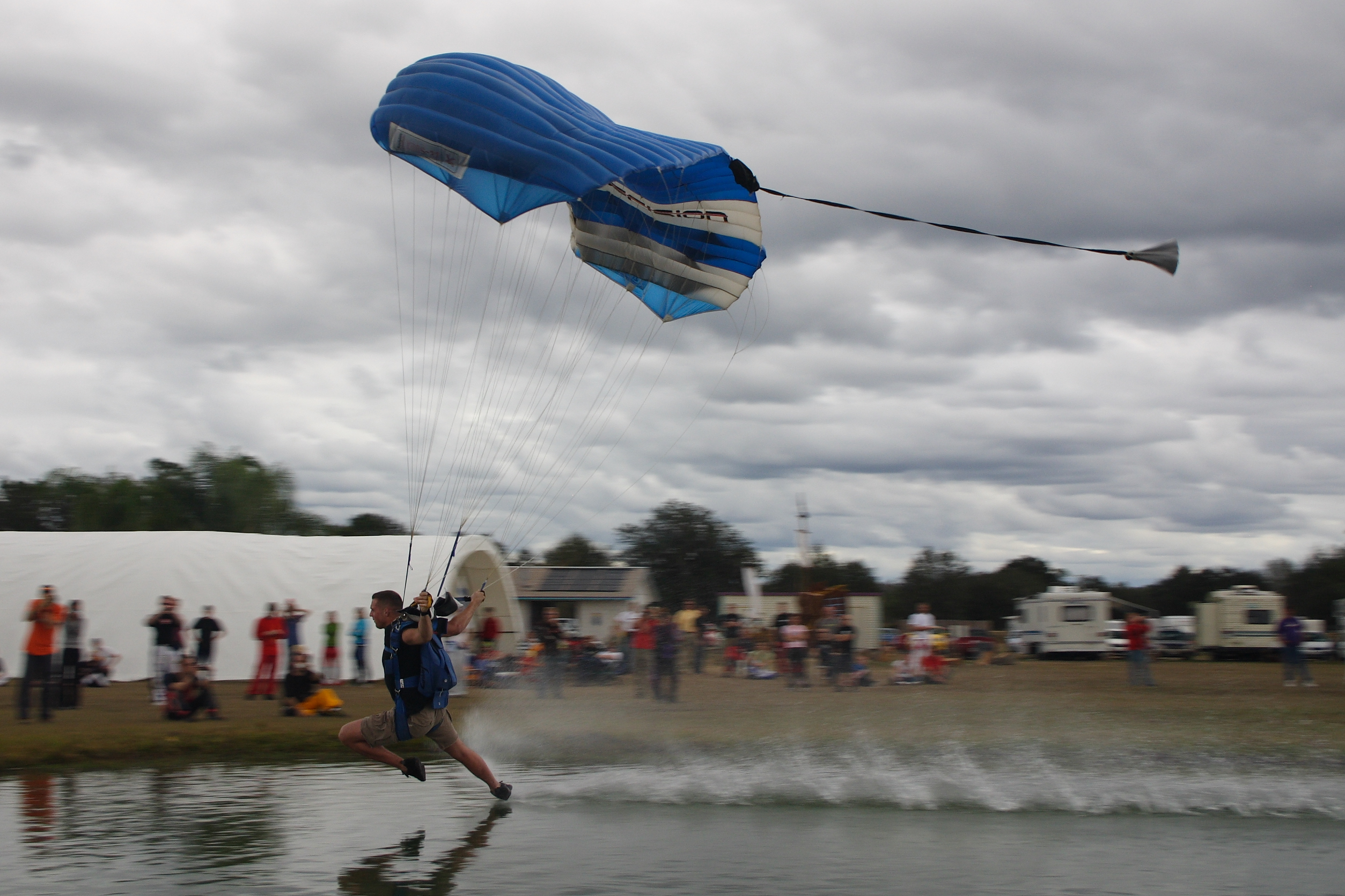

Свуп (англ. Swoop) — пілотування високошвидкісних куполів у парашутному спорті.
Свуп — одна з молодих і екстремальних парашутних дисциплін. Основні дії спортсмени виконують не високо в небі, а біля самої землі. Це швидке зниження з високими горизонтальними швидкостями, які при підході до землі досягають понад 100 км/год. Парашутист повинен проявити майстерність вищого пілотажу в управлінні куполом і виконати завдання при приземленні, наприклад, на точність, на швидкість, або на дальність горизонтального польоту на висоті менше метра над поверхнею землі або водойми. Такі завдання можуть поєднуватися і спортсменам виставляється комплексна суддівська оцінка. Для свупу використовуються парашути з високими льотними характеристиками.

## Фототека

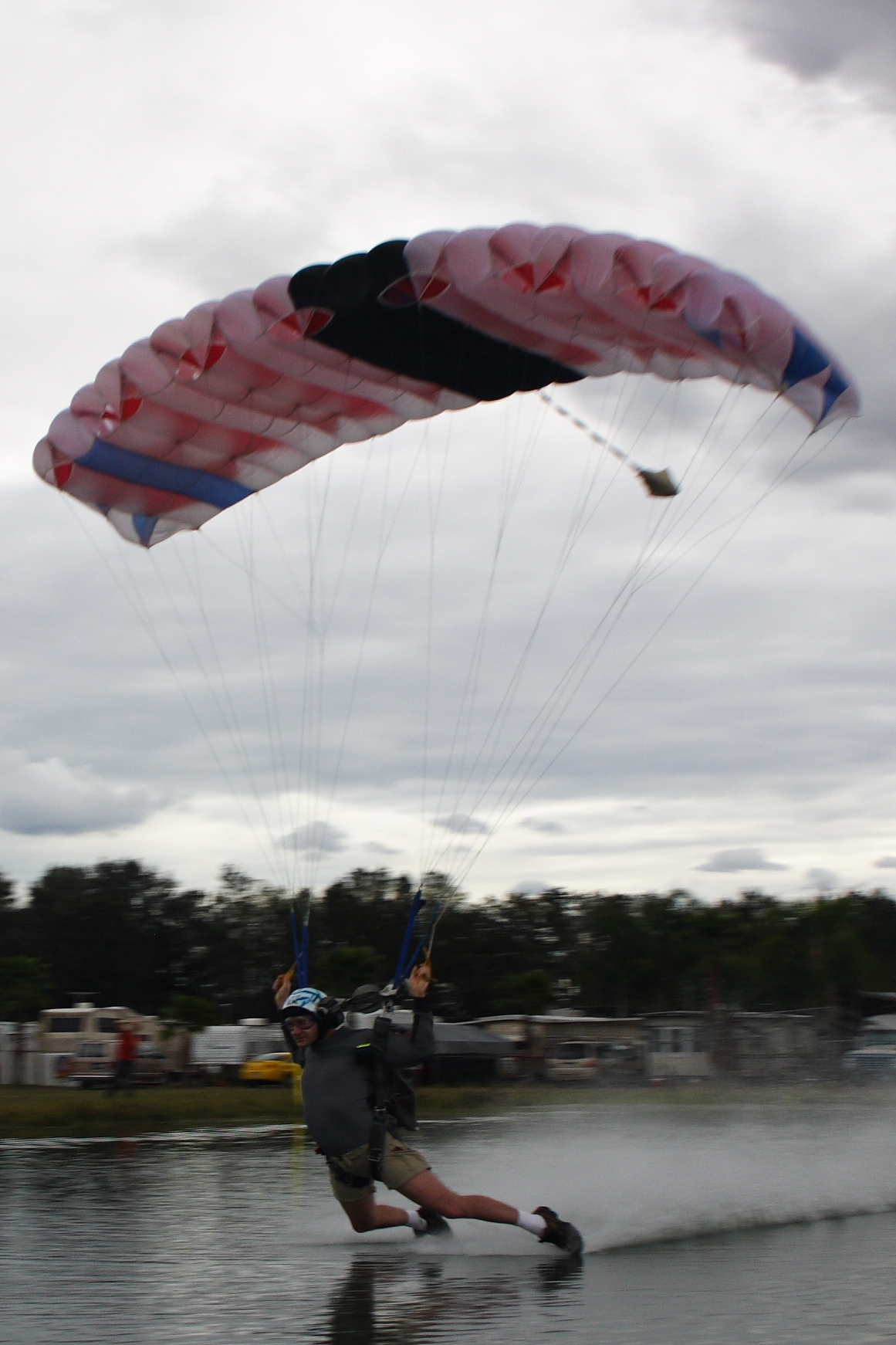
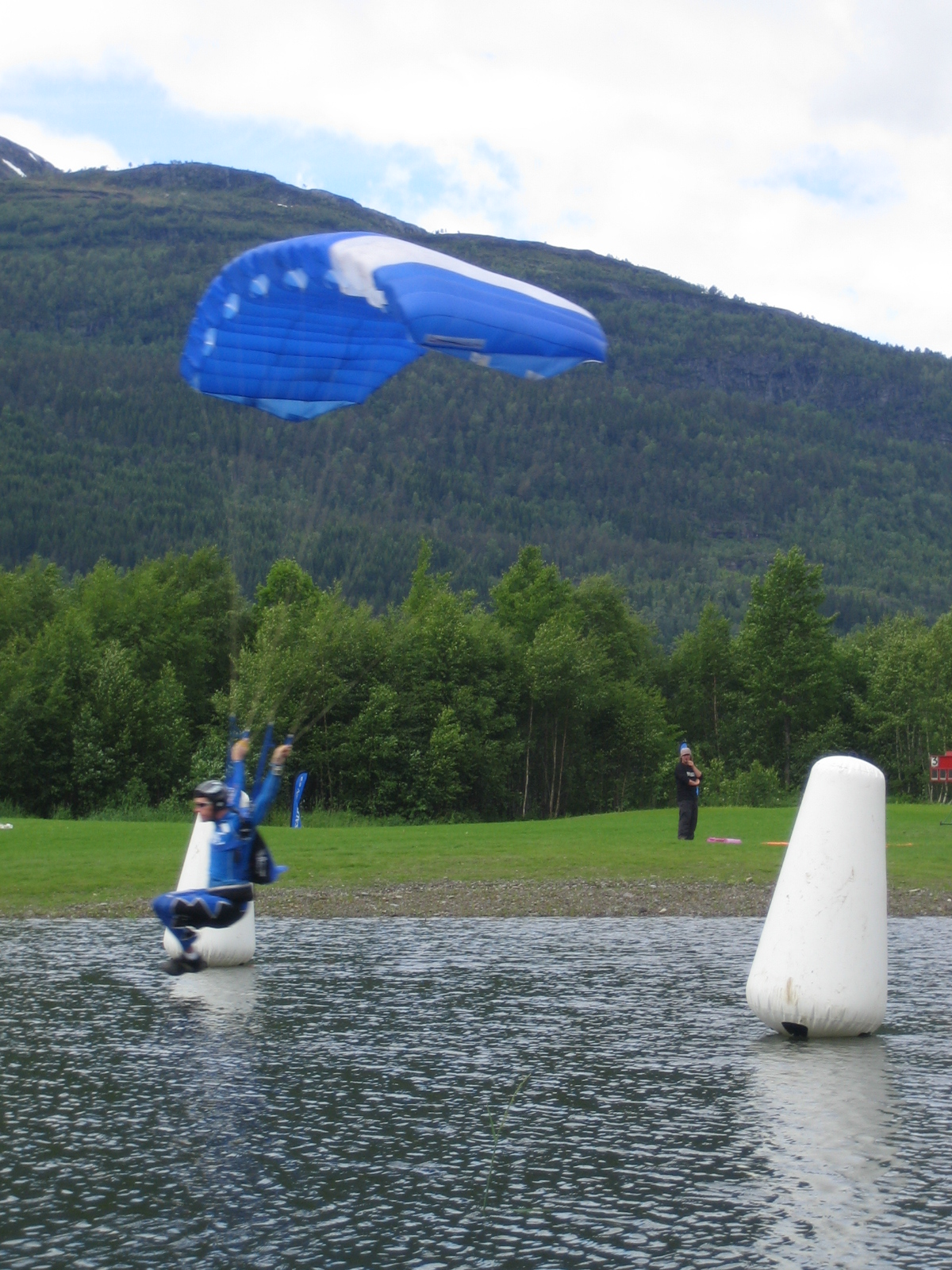
Проліт крізь «ворота»
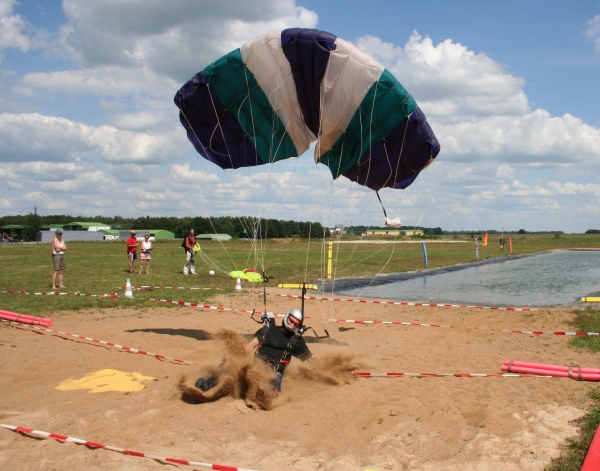
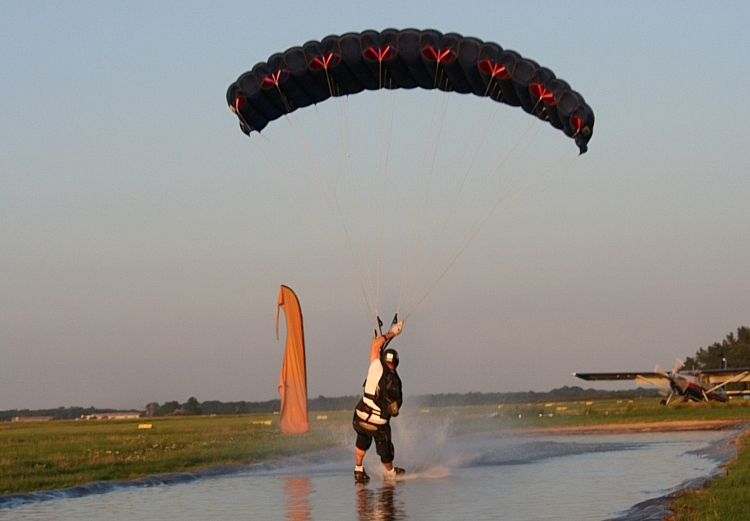